# یوشیو فوروکاوا
یوشیو فوروکاوا (به انگلیسی: Yoshio Furukawa) بازیکن فوتبال اهل ژاپن و عضو تیم ملی فوتبال ژاپن است که در تاریخ ۰۳ ژوئن ۱۹۵۶ میلادی اولین بازی ملی‌اش را انجام داد. او در ۱۹ بازی ملی حضور داشت و آخرین بازی ملی خود را در تاریخ ۲۱ سپتامبر ۱۹۶۲ میلادی انجام داد. یوشیو فوروکاوا در بازی‌های ملی‌اش
گلی به ثمر نرساند.